# إليزابيث من المجر، دوقة بافاريا
إليزابيث من المجر (بالمجرية: Árpád-házi Erzsébet magyar királyi hercegnő)‏ (1236 - 24 أكتوبر 1271)؛ هي الابنة الخامسة لـ بيلا الرابع من المجر وزوجته ماريا لاسكارينا؛ هي أحد أعضاء أسرة أرباد.

## الزواج
تزوجت إليزابيث في 1250 من هاينريش الثالث عشر دوق بافاريا، كان الزوجين تقربياً في واحد والعشرون عاماً؛ وأنجبت له:-
- أغنيس (يناير 1254 - 20 أكتوبر 1316)؛ انضمت إلى دير سيسترسية كراهبة.
- أغنيس (17 يوليو 1255 - 10 مايو 1260)؛ شاركت اسمها مع أختها الكبرى.
- أغنيس (23 أبريل 1258 - 16 نوفمبر 1260)؛ شاركت اسمها مع أخواتها الأكبر سناً.
- إليزابيث (23 أبريل 1258 - 8 أغسطس 1314)؛ انضمت إلى دير سيسترسية كراهبة.
- أوتو الثالث، دوق بافاريا (11 فبراير 1261 - 9 نوفمبر 1312)؛ وأيضا ملك المجر بين عامي 1305 حتى 1308.
- هاينريش (23 فبراير 1262 - 16 سبتمبر 1280).
- صوفي (حوالي.1264 - 4 فبراير 1282)؛ تزوجت من بوبو الثامن، كونت هينبيرغ.
- كاثرين (9 يونيو 1267 - 9 يناير 1310)؛ تزوجت من فريدرش توتا، مارغريف مايسن.
- لودفيغ الثالث، دوق بافاريا (9 أكتوبر 1269 - 9 أكتوبر 1296).
- ستيفن الأول، دوق بافاريا (14 مارس 1271 - 10 ديسمبر 1310).